# (9233) Itagijun
(9233) Itagijun est un astéroïde de la ceinture principale.

## Description
(9233) Itagijun est un astéroïde de la ceinture principale. Il fut découvert le 1er février 1997 à Ōizumi par Takao Kobayashi. Il présente une orbite caractérisée par un demi-grand axe de 2,55 UA, une excentricité de 0,26 et une inclinaison de 7,6° par rapport à l'écliptique.

## Compléments